# Salsa Fury
Pour plus de détails, voir Fiche technique et Distribution.
Salsa Fury  (Cuban Fury) est une comédie romantique britannique réalisée par James Griffiths et sortie en 2014.

## Synopsis
Bruce Garrett a passé son enfance et son adolescence à danser la salsa avec passion et talent, quand un terrible évènement survenu à l'âge de 15 ans le contraint à renoncer brutalement à la danse. Vingt ans plus tard, devenu un célibataire obèse et effacé de 35 ans, il fait la rencontre de Julia qui réveille en lui le feu qu'il croyait perdu, le feu de la danse ! Pour conquérir Julia, Bruce retrouve son ancien entraîneur et se remet furieusement à la salsa, mais l'affreux Drew pourrait bien lui voler la vedette et le cœur de Julia. En piste !

## Fiche technique
- Titre français : Salsa Fury
- Titre original : Cuban Fury
- Réalisation : James Griffiths
- Scénario : Jon Brown
- Musique : Daniel Pemberton
- Montage : Jonathan Amos
- Costumes : Rosa Dias
- Décors : Dick Lunn
- Direction artistique : Andrea Matheson
- Production : James Biddle, Nira Park
- Sociétés de production : Big Talk Productions, British Film Institute, Film4 Productions
- Société de distribution : Studiocanal
- Genre : Comédie romantique
- Durée : 98 minutes
- Pays d'origine :  Royaume-Uni
- Dates de sortie[1] :
  - États-Unis : 21 avril 2014
  - Royaume-Uni : 14 février 2014
  - France : 12 mars 2015 (VOD)

## Distribution
- Nick Frost (V. F. : Alexis Victor) : Bruce Garrett
- Rashida Jones (V. F. : Juliette Degenne) : Julia
- Chris O'Dowd (V. F. : Guillaume Orsat) : Drew
- Ian McShane (VF : Féodor Atkine) : Ron Parfitt
- Olivia Colman (VF : Anne Dolan) : Sam
- Rory Kinnear (V. F. : Anatole de Bodinat) : Gary
- Tim Plester (en) (V. F. : Jean-Alain Velardo) : Mickey
- Kayvan Novak (V. F. : Jérémy Prévost) : Bejan
- Alexandra Roach (VF : Daniela Labbé-Cabrera) : Helen
- Wendi McLendon-Covey : Carly
- Simon Pegg (cameo) : le conducteur dans le parking

Source et légende : Version française (V. F.) sur RS Doublage